# Money in the Bank 2021
Money in the Bank (2021) was een professioneel worstel-pay-per-view (PPV) en WWE Network evenement dat georganiseerd door WWE voor hun Raw en SmackDown brands. Het was de 12 editie van Money in the Bank en vond plaats op 18 juli 2021 in het Dickies Arena in Fort Worth, Texas. Het evenement zag de verrassende terugkeer van John Cena, die voor het eerst sinds het evenement WrestleMania 36 in april 2020 verscheen.

## Productie

### Achtergrond
Met de afname van het aantal coronabesmettingen en de ontwikkeling van een vaccin, kondigde WWE in mei 2021 aan dat ze de ThunderDome gaan verlaten en medio juli gaan terugkeren naar een live tourschema, waarbij Money in the Bank de eerste pay-per-view is op deze eerste 25 stadstour. Dit zou ook de eerste pay-per-view zijn die buiten de staat Florida werd gehouden sinds het evenement Elimination Chamber in maart 2020.

### Verhaallijnen
De kwalificatiewedstrijden voor het mannelijke Money in the Bank ladder match begonnen vanaf 21 juni 2021 op een aflevering van Raw. Ricochet, John Morrison en Riddle zijn gekwalificeerd voor de wedstrijd door AJ Styles, Randy Orton en Drew McIntyre te verslaan, respectievelijk. De laatste deelnemer van Raw wordt beslist in een triple threat wedstrijd tussen Styles, Orton en McIntyre, maar Orton was echter uit de wedstrijd voor een onbekende reden. Een Battle Royal wedstrijd werd gehouden, waarvan de winnaar Orton zijn plaats nam in de triple threat wedstrijd. Orton zijn RKBro tag team partner Riddle overtuigde WWE Officials Adam Pearce en Sonya Deville om hem toe te voegen aan de battle royal wedstrijd. Riddle won de Battle Royal wedstrijd, maar McIntyre won echter de triple threat wedstrijd om de laatste deelnemer te worden van Raw om te kwalificeren voor het Money in the Bank ladder match. SmackDown's eerste deelnemer voor de Money in the Bank ladder match was Big E, die zich kwalificeerde door een overwinning op Intercontinental Champion Apollo Crews op een aflevering van SmackDown op 25 juni 2021. Op 2 juli 2021, aflevering van SmackDown, kwalificeerde Kevin Owens als tweede deelnemer van SmackDown voor in de Money in the Bank ladder match door een overwinning op Sami Zayn in een Last Man Standing match. De twee laatste plaatsen voor SmackDown werd gevuld op 9 juli 2021 met Seth Rollins, die won van Cesaro en Shinsuke Nakamura, die won van Baron Corbin, respectievelijk.
De kwalificatiewedstrijden voor de vrouwelijke Money in the Bank ladder match begonnen ook vanaf 21 juni 2021 op een aflevering van Raw. Twee tag team wedstrijd werden gepland om de vier deelnemers te bepalen van Raw. Asuka en Noami werden gekwalificeerd door een overwinning op Eva Marie en Doudrop (voorheen bekend als Piper Niven in NXT UK) en het team van Alexa Bliss en Nikki Cross werden gekwalificeerd door een overwinning op het team van Nia Jax en Shayna Baszler. In de aflevering van SmackDown van 25 juni 2021, noemde WWE Offical Sonya Deville tweevoudig Money in the Bank-winnaar Carmella als de eerste van de vier deelnemers van SmackDown. Liv Morgan, die een vete had met Carmella, was het oneens, omdat Carmella niet meedeed aan een kwalificatiewedstrijd om haar plek te verdienen. Deville liet Morgan vervolgens Carmella onder ogen zien om te bewijzen dat ze het verdiende om in de wedstrijd te zijn en Morgan versloeg vervolgens Carmella. De volgende SmackDown op 2 juli 2021, noemde Deville Zelina Vega, die haar terugkeer naar WWE maakte na haar vrijlating in november 2020, als de tweede SmackDown-deelnemer in de wedstrijd. Morgan confronteerde Deville opnieuw met het feit dat Vega zich niet hoefde te kwalificeren. Ze wees er ook op dat ze zichzelf bewees door Carmella te verslaan en niet werd toegevoegd, maar zichzelf opnieuw zou bewijzen in een wedstrijd tegen Vega; Morgan versloeg vervolgens Vega, maar werd nog steeds niet toegevoegd aan de wedstrijd. In de aflevering van 9 juli 2021, noemde Deville Morgan als vervanger van Carmella in de wedstrijd. WWE Women's Tag Team Champions Natalya en Tamina werden aangekondigd als de laatste twee deelnemers van SmackDown respectievelijk op 12 juli en 15 juli via Twitter.
Op een aflevering van Raw op 21 juni 2021, vierde Bobby Lashley en MVP Lashley's overwinning op Drew McIntyre bij het evenement Hell in a Cell en werden onderbroken door The New Day (Kofi Kingston en Xavier Woods). Kingston herinnerde Lashley dat hij had gewonnen in een non-title wedstrijd (jargon: wedstrijd waar een kampioenschap niet op het spel is) op 17 mei 2021. Daarna had Kingston Lashley uitgedaagd. Lashley accepteerde en de wedstrijd werd gepland voor het evenement Money in the Bank.
Bij het evenement Hell in a Cell op 20 juni 2021, won Charlotte Flair van Rhea Ripley door diskwalificatie, maar heeft echter de titel niet in handen gekregen. De volgende avond op Raw, beweerde Flair dat ze "trots" was op Ripley en vertelde Ripley dat ze haar nooit als een "strategische kampioen" had gezien. WWE official Sonya Deville heeft een herkansingswedstrijd gepland tussen de twee voor het evenement Money in the Bank.
Bij het evenement WrestleMania 37 op 11 april 2021, behield Roman Reigns zijn WWE Universal Championship door een overwinning op Edge en Daniel Bryan. In de aflevering van SmackDown op 25 juni 2021, hadden Reigns en zijn speciale raadsman Paul Heyman een Universal Championship adres. Heyman verklaarde dat Reigns alle top worstelaars op SmackDown heeft verslagen en dat er geen uitdager meer overbleef. Daarna maakte Edge plotseling zijn terugkeer na 2 maanden en viel Reigns aan en Jimmy Uso, die Reigns hielp. Op de volgende dag, aflevering van Talking Smack, confronteerde Edge WWE Official Adam Pearce en Sonya Deville eiste voor een wedstrijd tegen Roman Reigns voor het Universal Championship voor het evenement Money in the Bank, was oorspronkelijk bij het evenement WrestleMania moest gebeuren, voordat Bryan zijn weg inkeerde in de wedstrijd. Pearce gaf hem de wedstrijd.

#### Geannuleerde wedstrijd
Bij het evenement Hell in a Cell op 20 juni 2021 behield Bianca Belair haar SmackDown Women's Championship door een overwinning op Bayley in een Hell in a Cell match. Op de aflevering van SmackDown op 25 juni 2021, won het team van Bayley en Seth Rollins van het team Belair en Cesaro in een mixed tag team match. Op 2 juli 2021, aflevering van SmackDown, daagde Belair Belay uit in een "I Quit" match bij het evenement Money in the Bank die Bayley accepteerde. Op 9 juli 2021, kondigde WWE aan dat Bayley een blessure had opgelopen tijdens de training. die haar negen maanden buitenspel zou zetten, dit werd gevolgd door een aankondiging dat de wedstrijd zou worden vervangen door een titelwedstrijd op SmackDown tussen Belair en Carmella, dat plaatsvond op 16 juli 2021, waar Belair haar titel behield.

## Matches
| Nr. | Match                                                                                                   | Winnaar(s)           | Opmerkingen                                                                          | Bron   |
| --- | --- | -------------------- | ------------------------------------------------------------------------------------ | ------ |
| 1P  | The Usos (Jimmy & Jey Uso) vs. Rey & Dominik Mysterio (c)                                               | The Usos (nc)        | Tag team match voor het WWE SmackDown Tag Team Championship                          | [ 23 ] |
| 2   | Asuka vs. Naomi vs. Alexa Bliss vs. Nikki A.S.H. vs. Carmella vs. Zeline Vega vs. Liv Morgan vs. Tamina | Nikki A.S.H.         | Money in the Bank ladder match voor een vrouwelijk kampioenschapswedstrijd contract. | [ 23 ] |
| 3   | AJ Styles & Omos vs. The Viking Raiders (Erik & Ivar)                                                   | AJ Styles & Omos     | Tag team match voor het WWE Raw Tag Team Championship                                | [ 23 ] |
| 4   | Bobby Lashley (c) (met MVP) vs. Kofi Kingston (met Xavier Woods)                                        | Bobby Lashley        | Een-op-een match voor het WWE Championship                                           | [ 23 ] |
| 5   | Rhea Ripley (c) vs. Charlotte Flair                                                                     | Charlotte Flair (nc) | Een-op-een match voor het WWE Raw Women's Championship                               | [ 23 ] |
| 6   | Ricochet vs. John Morrison vs. Riddle vs. Drew McIntyre vs. Kevin Owens vs. Big E vs. King Nakamura     | Big E                | Money in the Bank ladder match voor een wereldkampioenschapswedstrijd contract.      | [ 23 ] |
| 7   | Roman Reigns (c) (met Paul Heyman) vs. Edge                                                             | Roman Reigns         | Een-op-een match voor het WWE Universal Championship                                 | [ 23 ] |